# Country-Musik 1959
Die Liste bietet eine Übersicht über das Jahr 1959 im Genre Country-Musik.

## Top Hits des Jahres

### Number-1-Hits
Die folgende Liste umfasst die Nummer-eins-Hits der Billboard Hot Country Songs des US-amerikanischen Musikmagazines Billboard chronologisch nach Wochenplatzierung.
- seit 20. Oktober 1958 – City Light – Ray Price
- 19. Februar – Billy Bayou – Jim Reeves
- 23. Februar – Don’t Take Your Guns to Town – Johnny Cash
- 6. April – When It's Springtime in Alaska (It's Forty Below) – Johnny Horton
- 13. April – White Lightning – George Jones
- 18. April – The Battle of New Orleans – Jonny Horton
- 27. Juli – Waterloo – Stonewall Jackson
- 31. August – The Three Bells – The Browns
- 9. November – Country Girl – Faron Young
- 7. Dezember – The Same Old Me – Ray Price
- 21. Dezember – El Paso – Marty Robbins

### Weitere große Hits
- All the Time – Kitty Wells
- Am I That Easy to Forget – Carl Belew
- Anybody's Girl – Hank Thompson
- The Best Years of Your Life – Carl Smith
- Beyond the Shadow – The Browns
- Big Harlan Taylor – George Jones
- Big Midnight Special – Wilma Lee & Stoney Cooper
- Black Land Farmer – Frankie Miller
- Cabin in the Hills – Flatt and Scruggs
- Chain Gang – Freddie Hart
- Chasin' a Rainbow – Hank Snow
- Chip Off the Old Block – Eddy Arnold
- Cigarettes and Coffee Blues – Lefty Frizzell
- Come and Knock (On the Door of My Heart) – Roy Acuff
- Come Walk with Me – Wilma Lee & Stoney Cooper
- Country Music is Here to Stay – Simon Crum
- Dark Hollow – Jimmie Skinner
- Dark Hollow – Luke Gordon
- Deck of Cards – Wink Martindale
- Doggone That Train – Hank Snow
- Don't Tell Me Your Troubles – Don Gibson
- Draggin' the River – Ferlin Husky
- Family Man – Frankie Miller
- Five Feet High and Rising – Johnny Cash
- Frankie's Man, Johnny – Johnny Cash
- Frankie's Man, Johnny – Johnny Seay
- Gotta Travel On – Billy Grammer
- Gotta Travel On – Bill Monroe
- Grin and Bear It – Jimmy C. Newman
- Half-Breed – Marvin Rainwater
- The Hanging Tree – Marty Robbins
- Heartaches by the Number – Ray Price
- Home – Jim Reeves
- Homebreaker – Skeeter Davis
- How Can I Think of Tomorrow – James O’Gwynn
- I Ain't Never – Webb Pierce
- I Cried a Tear – Ernest Tubb
- I Got Stripes – Johnny Cash
- I'd Like to Be – Jim Reeves
- I'll Catch You When You Fall – Charlie Walker
- I'm Beginning to Forget You – Jim Reeves
- I'm in Love Again – George Morgan
- I've Run Out of Tomorrows – Hank Thompson
- It's All My Heartache – Carl Smith
- Jimmy Brown the Newsboy – Mac Wiseman
- John Wesley Hardin – Jimmie Skinner
- Johnny Reb – Johnny Horton
- Katy Too – Johnny Cash
- The Knoxville Girl – Wilburn Brothers
- The Knoxville Girl – The Louvin Brothers
- Last Night at a Party – Faron Young
- The Last Ride – Hank Snow
- Life to Go – Stonewall Jackson
- Little Dutch Girl – George Morgan
- Lonesome Old House – Don Gibson
- Long Black Veil – Lefty Frizzell
- A Long Time Ago – Faron Young
- Luther Played the Boogie – Johnny Cash
- Mommy for a Day – Kitty Wells
- My Baby's Gone – The Louvin Brothers
- My Love and Little Me – Margie Bowes
- My Reason for Leaving – Ferlin Husky
- Next Time – Ernest Tubb
- Ninety-Nine – Bill Anderson
- Old Moon – Betty Foley
- Partners – Jim Reeves
- Poor Old Heartsick Me – Margie Bowes
- Problems – The Everly Brothers
- Rawhide – Frankie Laine
- Sailor Man – Johnnie and Jack
- Sal's Got a Sugar Lip – Johnny Horton
- Set Him Free – Skeeter Davis
- So Many Times – Roy Acuff
- So Soon – Jimmy C. Newman
- Soldier's Joy – Hawkshaw Hawkins
- Somebody's Back in Town – Wilburn Brothers
- Ten Thousand Drums – Carl Smith
- Tennessee Stud – Eddy Arnold
- Thanks a Lot – Johnny Cash
- That's the Way It's Gotta Be – Faron Young
- That's What It's Like to Be Lonesome – Ray Price
- That's What It's Like to Be Lonesome – Bill Anderson
- There's a Big Wheel – Wilma Lee & Stoney Cooper
- A Thousand Miles Ago – Webb Pierce
- (Till) I Kissed You – The Everly Brothers
- Under Your Spell Again – Buck Owens
- Under Your Spell Again – Ray Price
- What Am I Living For – Ernest Tubb
- Which One Is to Blame – The Wilburn Brothers
- Who Cares – Don Gibson
- Who Shot Sam – George Jones
- A Woman's Intuition – The Wilburn Brothers
- Yankee, Go Home – Goldie Hill
- You Dreamer You – Johnny Cash
- You Take the Table and I'll Take the Chairs – Bob Gallion
- You're Makin' a Fool Out of Me – Jimmy C. Newman
- Your Wild Life's Gonna Get You Down – Kitty Wells

## Alben (Auswahl)
- Greatest! – Johnny Cash
- Gunfighter Ballads and Trail Songs – Marty Robbins
- Hymns by Johnny Cash – Johnny Cash
- I'll Sing You a Song and Harmonize Too – Skeeter Davis
- Satan Is Real – The Louvin Brothers
- Songs of Our Soil – Johnny Cash

## Geboren
- 07. Januar – David Lee Murphy
- 02. März – Larry Stewart
- 04. März – Randy Travis
- 21. Juni – Kathy Mattea
- 27. Juni – Lorrie Morgan
- 20. Juli – Radney Foster
- 13. Oktober – Marie Osmond
- 08. Dezember – Marty Raybon

## Wichtige Auszeichnungen

### Grammys
- Beste Country-und-Western-Darbietung (Best Country & Western Performance) – Tom Dooley – Kingston Trio[2]